# Ludwig Anzengruber
Ludwig Anzengruber, född 29 november 1839 och död 10 december 1889, var en österrikisk skådespels- och romanförfattare.

## Biografi
Anzengruber kom först i bokhandelslära, var sedan skådespelare 1858-67, anställd vid polisstyrelsen i Wien 1869, redaktör för familjetidningen Heimat, sedan för skämttidningen Figaro i Wien 1882-85. Betydelsen ligger däri, att han, med anknytning till det wienska folkskådespelets goda traditioner, på ett gripande sätt behandlade aktuella frågor i verklighetstrogna bilder ur livet. 
Anzengruber slog igenom med det år 1870 för först gången uppförda folkskådespelet Der Pfarrer von Kirchfeld (1872, under pseudonymen L. Gruber). Därpå följde den uppskakande bondetragedin Der Meineidbauer (1872). Nästan ännu mer betydande är Anzengruber som författare av lustspel, vilka ibland även har allvarliga inslag: Die Kreuzelschreiber (1872), Der Gewissenswurm (1874), Der Doppelselbstmord (1875), Wienerstycket Das vierte Gebod (1878) ger en bild av förfalltet i storstadsbefolkningens lägsta lager. 
Även som berättare är Anzengruber betydande med verk som Kalendergeschichten (1876), Dorfgänge (1879), romanen Der Schandfleck (1877. omarbetad 1884), och den utmärkta byhistorien Der Sternsteinhof (1885). Anzengrubers samlade skrifter utkom 1918-23 i 15 band; hans brev, Briefe utgavs av Anton Bettelheim 1902 i 3 band.